# SK
SK Group (кор. 그룹) — південнокорейський чеболь (тобто багатопрофільний холдинг/конгломерат, що перебуває у власності родинного клану). До 1997 року компанія мала назву Sunkyoung Group (кор. 선경그룹).
Є другим після Samsung найбільшим чеболем країни.

## Дочірні компанії
- SK Telecom
- SK Communications
- SK Innovation
- SK Energy
- SK Lubricants
- SK Global Chemical
- SK Networks
- SK Broadband
- SK C&C
- SK Hynix
- SK Planet
- SK Siltron